# Numerele de înmatriculare auto în Rusia

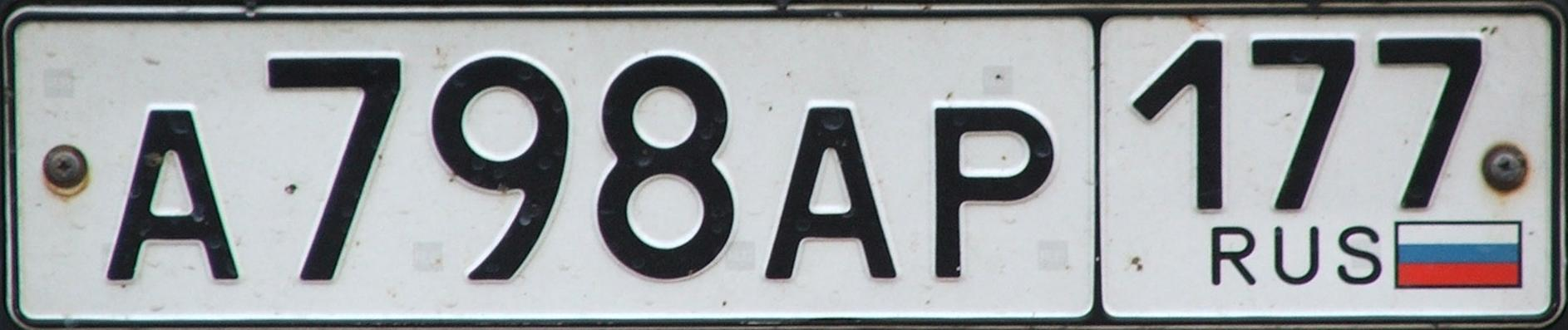
Număr de înmatriculare rusesc din 2007 — 177 reprezintă codul Moscovei.

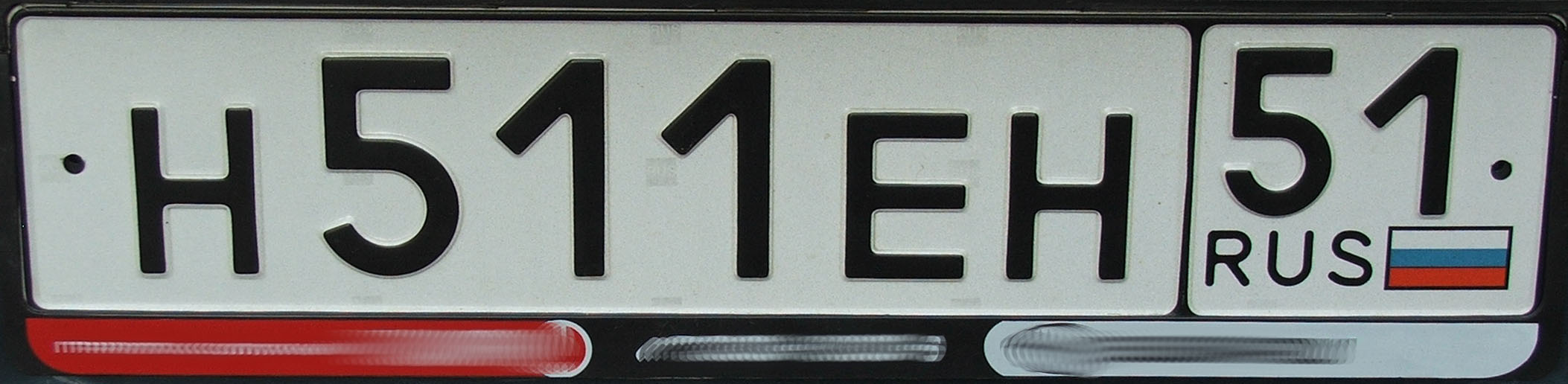
Număr de înmatriculare rusesc din 2007 — 51 reprezintă codul regiunii Murmansk.

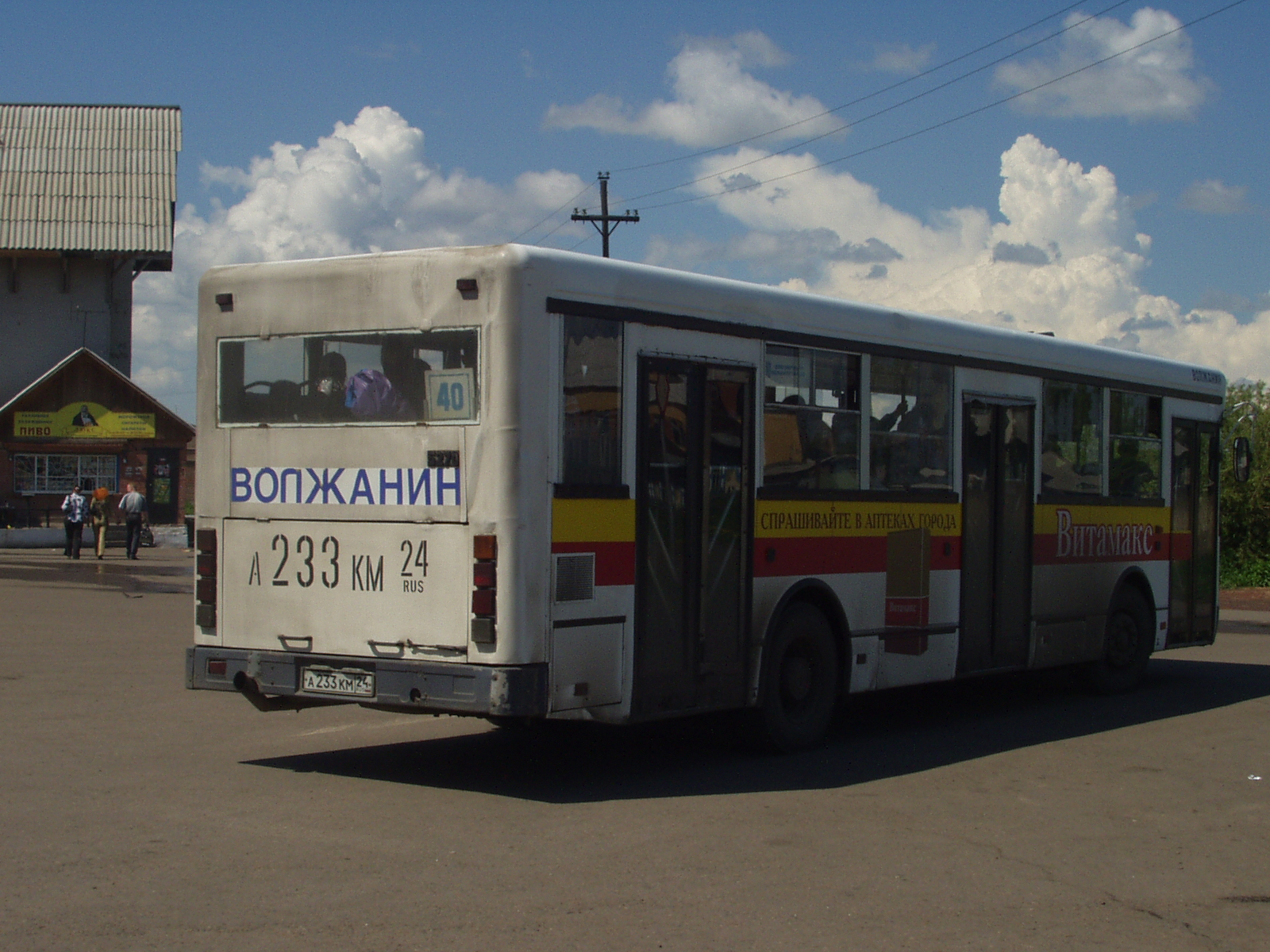
Autobuz al cărui număr de înmatriculare este reprezentat cu litere de dimensiuni mari

În Rusia, numerele de înmatriculare a autoturismelor sunt compuse dintr-o literă, trei cifre, două litere și codul regiunii cu steagul Rusiei. Mai jos se regăsește lista codurilor pentru fiecare regiune din Rusia.
- 01 - Adîgheia
- 02 și 102 - Republica Bașcortostan
- 03 - Buriația
- 04 - Republica Altai
- 05 - Daghestan
- 06 - Ingușetia
- 07 - Cabardino-Balcaria
- 08 - Calmîchia
- 09 - Karaciai-Cerchezia
- 10 - Republica Carelia
- 11 - Republica Komi
- 12 - Mari El
- 13 și 113 - Mordovia
- 14 - Iacuția
- 15 - Oseția de Nord
- 16, 116 și 716 - Tatarstan
- 17 - Tuva
- 18 - Udmurtia
- 19 - Hacasia
- 20 și 95 - Cecenia
- 21 și 121 - Ciuvașia
- 22 - Ținutul Altai
- 23, 93 și 123 - Ținutul Krasnodar
- 24, 84, 88 și 124 - Ținutul Krasnoiarsk
- 25 și 125 - Ținutul Primorie
- 26 și 126 - Ținutul Stavropol
- 27 - Ținutul Habarovsk
- 28 - Regiunea Amur
- 29 - Regiunea Arhanghelsk
- 30 - Regiunea Astrahan
- 31 - Regiunea Belgorod
- 32 - Regiunea Briansk
- 33 - Regiunea Vladimir
- 34 și 134 - Regiunea Volgograd
- 35 - Regiunea Vologda
- 36 și 136 - Regiunea Voronej
- 37 - Regiunea Ivanovo
- 38, 85 și 138 - Regiunea Irkutsk
- 39 și 91 - Regiunea Kaliningrad
- 40 - Regiunea Kaluga
- 41 și 82 - Regiunea Kamceatka
- 42 și 142 - Regiunea Kemerovo
- 43 - Regiunea Kirov
- 44 - Regiunea Kostroma
- 45 - Regiunea Kurgan
- 46 - Regiunea Kursk
- 47 - Regiunea Leningrad
- 48 - Regiunea Lipețk
- 49 - Regiunea Magadan
- 50, 90, 150, 190 și 750 - Regiunea Moscova
- 51 - Regiunea Murmansk
- 52 și 152 - Regiunea Nijni Novgorod
- 53 - Regiunea Novgorod
- 54 și 154 - Regiunea Novosibirsk
- 55 - Regiunea Omsk
- 56 - Regiunea Orenburg
- 57 - Regiunea Oriol
- 58 - Regiunea Penza
- 59, 81 și 159 - Regiunea Perm
- 60 - Regiunea Pskov
- 61 și 161 - Regiunea Rostov
- 62 - Regiunea Riazan
- 63, 163 și 763 - Regiunea Samara
- 64 și 164 - Regiunea Saratov
- 65 - Regiunea Sahalin
- 66, 96 și 196 - Regiunea Sverdlovsk
- 67 - Regiunea Smolensk
- 68 - Regiunea Tambov
- 69 - Regiunea Tver
- 70 - Regiunea Tomsk
- 71 - Regiunea Tula
- 72 - Regiunea Tiumen
- 73 și 173 - Regiunea Ulianovsk
- 74 și 174 - Regiunea Celiabinsk
- 75 și 80 - Ținutul Transbaikal
- 76 - Regiunea Iaroslavl
- 77, 97, 99, 177, 197, 199, 777 și 799 - Moscova (oraș)
- 78, 98, 178 și 198 - Sankt Petersburg (oraș)
- 79 - Regiunea Autonomă Evreiască
- 82 - Republica Crimeea
- 83 - Regiunea Neneția
- 86 și 186 - Hantî-Mansi
- 87 - Regiunea Ciukotka
- 89 - Iamalia
- 92 - Sevastopol
- 94 - Baikonur